# Danuta Duszniak
Danuta Duszniak (ur. 25 marca 1926 we Lwowie, zm. 17 lutego 2025) – polska projektantka ceramiki.
W 1953 roku ukończyła studia na Wydziale Rzeźby Akademii Sztuk Pięknych w Warszawie. Pracowała na stanowisku projektantki w Zakładzie Ceramiki i Szkła w Instytucie Wzornictwa Przemysłowego w Warszawie, później jako projektantka w Instytucie Szkła i Ceramiki w Warszawie, a także w roli kierowniczki artystycznej Spółdzielni Rękodzieła Artystycznego „Kanon” (Cepelia).
Duszniak zaprojektowała około sześćdziesięciu wzorów ceramiki użytkowej, wśród których znajduje się wiele serwisów obiadowych i śniadaniowych, wazonów, popielniczek, bombonierek. Znaczna część jej projektów, wielokrotnie pokazywanych podczas krajowych oraz zagranicznych wystaw, uzyskało status ikon polskiego dizajnu. Do prac artystki należą serwisy do kawy „Kolumb” z 1956 roku oraz „Prometeusz” i „Koko” z 1959 roku, a także wazon „Rock and Roll” z 1957 roku. Danuta Duszniak zaprojektowała (częściowo we współpracy z innymi artystami) liczne ceramiczne zestawy gastronomiczne i hotelowe. Na szczególna uwagę zasługują niezwykle nowatorskie, jak na owe czasy, projekty ceramiki i sztućców dla chorych z ograniczoną sprawnością rąk, które powstały w latach 1967–1968.
Działalność twórcza Danuty Duszniak była wielokrotnie doceniana i nagradzana. W latach 1956, 1957, 1970 i 1971 artystka otrzymała nagrodę Ministra Kultury i Sztuki za osiągnięcia w rozwoju wzornictwa przemysłowego. W 1967 roku odznaczono ją Srebrnym Krzyżem Zasługi. W 2015 roku Zakłady Porcelany „Ćmielów”, z okazji jubileuszu 225-lecia swojej marki, uhonorowały ją nagrodą PorcelaNowe za całokształt dokonań w dziedzinie projektowania ceramiki użytkowej. Nagrodę tę, wraz ze statuetką autorstwa Marka Cecuły, przyznaje się osobom, które wywarły szczególny wpływ na rozwój polskiego wzornictwa, a głównie ceramiki i porcelany. Duszniak doceniono jako artystkę, ceramiczkę, projektantkę, autorkę kilkudziesięciu wzorów ceramiki użytkowej powszechnego użytku, m.in. pionierskie w Polsce zastosowanie nowoczesnego stylu New Look, charakterystycznego dla lat pięćdziesiątych XX wieku.

## Wybrane projekty
- 1953 – naczynia ze szkła dmuchanego
- 1954 – polewaczka z plastiku
- 1954 – świecznik 3-ramienny i 2-ramienny
- 1954 – komplet do konfitur
- 1954 – komplet toaletowy
- 1954 – solniczka z plastiku
- 1954 – łyżka i widelec do sałatek z plastiku
- 1955 – świecznik 4-ramienny
- 1955 – bombonierka
- 1955 – wazon z dekorami kwiatowymi (dekor: Zofia Galińska)
- 1956 – serwis do kawy "Kolumb" (imbryk, filiżanka i spodek)
- 1956 – zestaw śniadaniowy
- 1957 – komplet toaletowy
- 1957 – wazon „Rock and Roll”
- 1957 – bombonierka
- 1957 – popielniczki klubowe trójkątne
- 1957 – wazon ścienny (dekor: Zofia Galińska)
- 1957 – popielniczka „Cymbał”
- 1957 – wazon „Trojak”
- 1957 – projekt wnętrza kawiarni „Ewa”, Warszawa
- 1958 – zestaw śniadaniowy „Kolumb -2”
- 1958 – zestaw obiadowy „Sputnik”
- 1959 – serwis do białej kawy „Koko” (w stylu barokowym)
- 1959 – serwis do kawy „Prometeusz”
- 1959 – wazoniki „Bliźniaczki”
- 1959 – wazon „Bulwa”
- 1960 – wazon „Pień”
- 1960 – szufelka sklepowa do cukru, mąki i kasz (polistyren)
- 1961 – imbryk do kawy
- 1961 – zestaw naczyń dla zakładów gastronomicznych
- 1962 – naczynia stołowe porcelitowe
- 1964 – bombonierka 2-częściowa
- 1964-1965 – zestaw naczyń dla statków żeglugi morskiej: cukiernica, czajnik do esencji, kubek i spodek
- około 1965 – zestaw miseczek
- około 1965 – zestaw wazonów
- 1966 – nóż do krojenia i nóż do oczyszczania ryb (na zlecenie Zjednoczenia Gospodarki Rybnej)
- 1967 – zestaw naczyń hotelowych II
- 1967–1968 – zestaw naczyń hotelowych „Pingwin”
- 1967–1968 – zestaw naczyń i sztućców dla sanatoriów[5] (wraz z Zofią Galińską)
- 1967–1968 – pulpit uchylny dla leżących w sanatoriach rehabilitacyjnych (wraz z Józefem Misztelą)
- 1969–1970 – ceramika sanitarna (Instytut Szkła i Ceramiki)[3]

## Nagrody indywidualne
- 1956 – nagroda MKiS za całokształt prac w zakresie wzornictwa przemysłowego
- 1957 – nagroda MKiS i MBPMB za całokształt prac w dziedzinie projektowania form ceramicznych
- 1967 – Srebrny Krzyż Zasługi
- 1970 – nagroda MKiS za całokształt prac w zakresie wzornictwa dla przemysłu ceramicznego
- 1971 – indywidualna nagroda MKiS za projekty dla przemysłu, za osiągnięcia w rozwoju wzornictwa i estetyki produkcji przemysłowej
- 2015 – nagroda „PocelaNova” za całokształt dokonań w dziedzinie projektowania ceramiki użytkowej

## Udział w wystawach i konkursach
- 1952 – I Ogólnopolska Wystawa Architektury Wnętrz i Sztuki Dekoracyjnej, Zachęta, Warszawa (wyróżnienie)
- 1954 – I Ogólnopolska Wystawa Ceramiki i Szkła Artystycznego, Wrocław
- 1957 – II I Ogólnopolska Wystawa Architektury Wnętrz i Sztuki Dekoracyjnej, Zachęta, Warszawa
- 1957 – Wystawa „L'art Populaire Polonais”, Museum Rath, Genewa
- 1958 – Wystawa Projektantów Zakładu Ceramiki IWP, (nagroda MKiS)
- 1960 – II Ogólnopolska Wystawa Ceramiki i Szkła Artystycznego, Wrocław
- 1962 – Polskie Szkło i Ceramika, Berlin
- 1962-1963 – Polskie Szkło i Ceramika, Berlin-Praga-Budapeszt-Sofia
- 1963 – Polska Sztuka Użytkowa z cyklu „Polskie Dzieło Plastyczne w XV-lecie PRL”, Zachęta, Warszawa
- 1963 – I Międzynarodowa Wystawa Form Przemysłowych, Luwr (naczynia z kamionki żaroodpornej, projekt zespołowy z B. Fribes, H. Jędrasiak pod kierownictwem H. Orthwein)
- 1963 – Wystawa „L'art Populaire Polonais”, Szwajcarja, Chiny, ZSRR, Węgry, NRD
- 1965 – Międzynarodowy Konkurs Medalierski, Arezzo
- 1969 – Wzornictwo w Przemyśle Szklarskim i Ceramicznym, IWP, Warszawa
- 1969 – Projektowanie Form Przemysłowych z cyklu „Polska Sztuka Użytkowa w XXV-lecie PRL”, Lublin
- 1969 – Wystawa Polskiej Sztuki Użytkowej, Moskwa
- 1969 – Polskie Szkło i Ceramika w XXV-lecie PRL, Ryga, Moskwa
- 1972 – l Okręgowa Wystawa Wzornictwa Przemysłowego, Warszawa
- 1981 – Wzornictwo w Polsce, Berlin, Lipsk
- 1983 – Giełda Projektów Warszawa
- 1983 – wystawa „Wzornictwo – co to jest”, Łodź
- 2007 – „Wiecznie młode. Polski vintage”, IWP, Warszawa
- 2011 – „Chcemy być nowocześni”. Polski design 1955-1968, Muzeum Narodowe, Warszawa

## Prace w zbiorach
- Muzeum Narodowe w Warszawie
- Muzeum Narodowe w Krakowie
- Muzeum Porcelany w Wałbrzychu
- Muzeum Śląskie we Wrocławiu
- Muzeum Pomorskie w Toruniu
- Muzeum w Faenzy (Włochy)
- Kolekcje prywatne